# Szewna
Szewna – wieś w Polsce, położona w województwie świętokrzyskim, w powiecie ostrowieckim, w gminie Bodzechów.

## Położenie
Wieś znajduje się pod Ostrowcem Świętokrzyskim bezpośrednio sąsiadując z trzema dzielnicami miasta: Osiedlem Hutniczym, Ludwikowem i Częstocicami. Szewna graniczy także z sołectwami Miłków, Gromadzice oraz Szyby.
Przez wieś przepływa rzeka Szewnianka, nazywana także Kamionką. Na prawym brzegu rzeki znajduje się ostaniec skalny nazywany Diabelskim Kamieniem, a także ślady po wczesnośredniowiecznym grodzisku.
Przez miejscowość przebiega droga wojewódzka nr 751. Wieś znajduje się na trasie  czerwonego szlaku rowerowego im. Mieczysława Radwana. W Szewnie funkcjonuje publiczna szkoła podstawowa oraz gimnazjum.

## Części wsi
| SIMC    | Nazwa          | Rodzaj           |
| SIMC    | Nazwa          | Rodzaj           |
| ------- | -------------- | ---------------- |
| 0230036 | Brzeźniak      | część wsi Szewna |
| 0230042 | Grelce         | część wsi Szewna |
| 1018597 | Henryków       | część wsi Szewna |
| 1018611 | Kościelec      | część wsi Szewna |
| 1018686 | Pozorek        | część wsi Szewna |
| 1018692 | Przy Zofiówce  | część wsi Szewna |
| 1018700 | Stara Szewna   | część wsi Szewna |
| 1018717 | Szewna Górna   | część wsi Szewna |
| 1018723 | Szewna-Kolonia | część wsi Szewna |
| 1018730 | Woźniakówka    | część wsi Szewna |
| 1018746 | Zakanale       | część wsi Szewna |
| 1018769 | Zarzecze       | część wsi Szewna |

## Historia

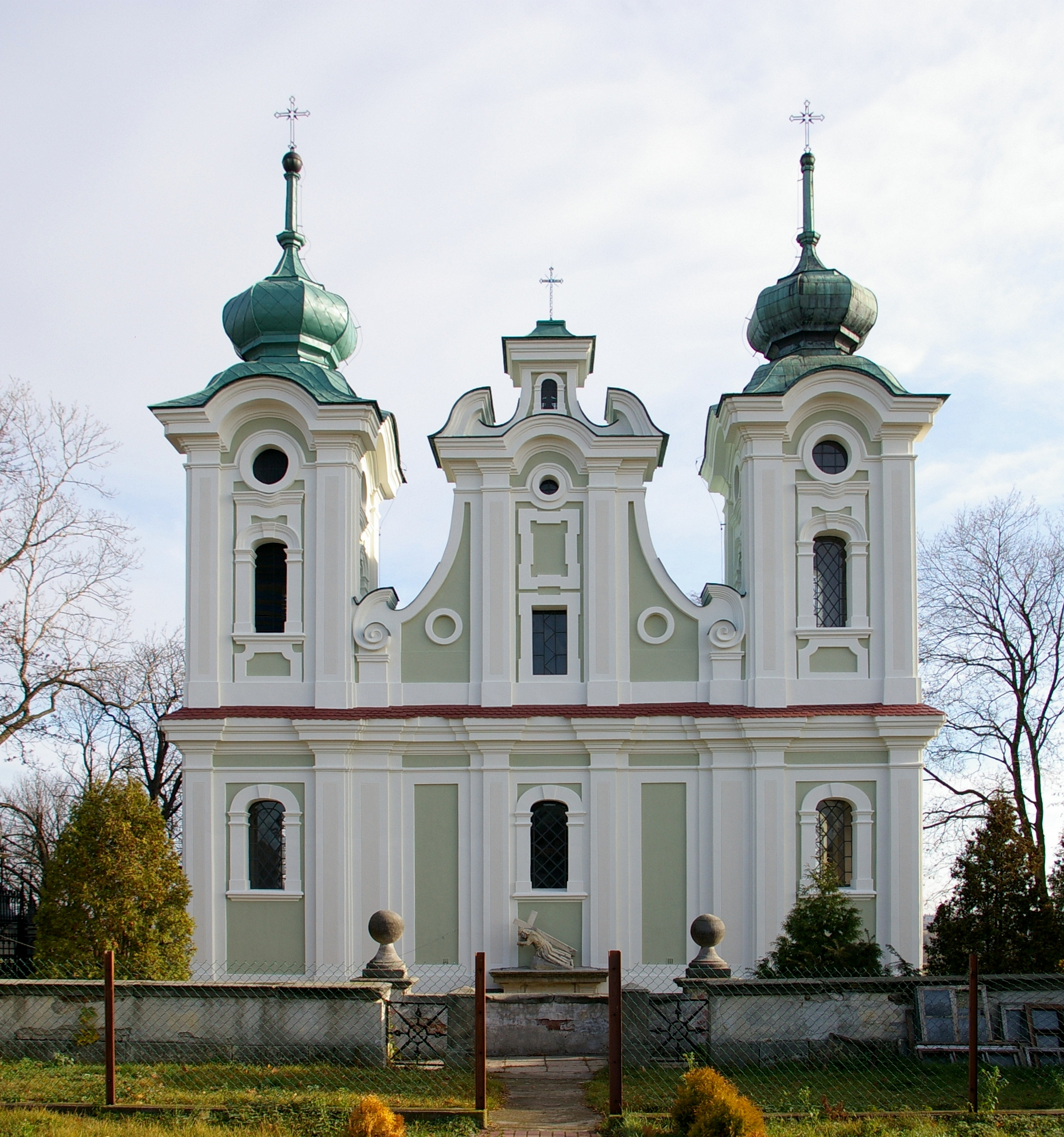
Kościół św. Mikołaja

Pierwsze wzmianki o Szewnie pochodzą z XIV wieku. Wieś była własnością biskupstwa krakowskiego (klucz kunowski).
Od co najmniej 1326 roku istnieje tutaj parafia pw. św. Mikołaja. Początkowo kościół był drewniany. W XVII wieku został rozebrany, a na jego miejsce w 1652 wybudowano kościół murowany. Nowy kościół przetrwał zaledwie kilka lat – został zniszczony w 1657 roku podczas potopu szwedzkiego. Obecna świątynia pochodzi z końca XVIII wieku.
W XIX wieku w okolicach Szewny funkcjonowały kopalnie rudy żelaza, które dostarczały surowiec ostrowieckiej hucie.
W 1827 było tu 45 domów i 307 mieszkańców. Według Słownika geograficznego Królestwa Polskiego w latach 80. XIX wieku Szewna należała do gminy Częstocice. Poza kościołem parafialnym wieś posiadała szkołę początkową, kopalnię rudy żelaza, młyn wodny, 67 domów i 430 mieszkańców.
W latach 1973–1976 miejscowość była siedzibą gminy Szewna. W latach 1975–1998 miejscowość położona była w województwie kieleckim.

## Zabytki

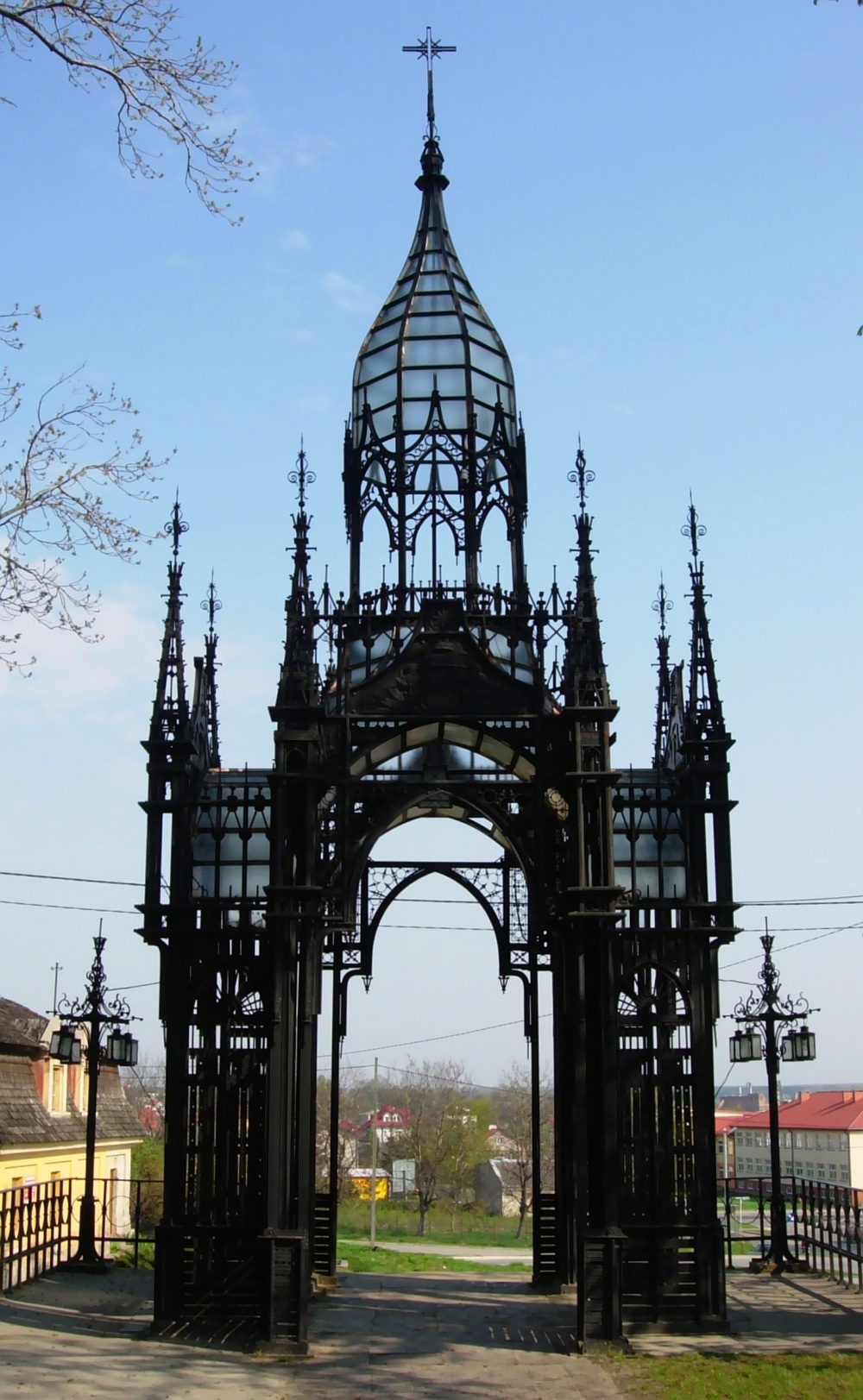
Główna brama na teren kościelny

Zespół kościoła parafialnego z otoczeniem i cmentarza grzebalnego z lat 1775–1788, wpisany do rejestru zabytków nieruchomych (nr rej.: A.596/1-15 z 4.12.1956, z 6.03.1967 i z 3.08.2012):
- kościół pw. św. Mikołaja,
- kaplica pw. św. Anny z przełomu XVII/XVIII w., przebudowana w połowie XIX w.,
- dwie wikarówki,
- podziemny korytarz łączący budynki,
- schody,
- organistówka,
- cmentarz kościelny,
- mur cmentarza kościelnego z II połowy XVII w.,
- dawna brama południowa, obecnie kaplica św. Antoniego z przełomu XVII/XVIII w., przebudowana w połowie XIX w.,
- żeliwna, główna brama na teren kościelny z 1896 r., przebudowana w 1906 r.,
- plebania,
- cmentarz grzebalny z 1798 r.,
- kaplica pw. św. Juliana na cmentarzu z połowy XIX w.,
- murowano-żeliwne ogrodzenie cmentarza z trzema bramami z II połowy XIX w.